# Eulophia
Eulophia es un  género de  unas 250-300 especies de orquídeas de hábitos terrestres la mayoría y algunas epífitas, litófitas, y saprofitas. Se encuentran repartidas a lo largo del globo (salvo Europa), pero preferentemente en África.

## Descripción
El género Eulophia consta  de unas especies que presentan hojas  caducas o perennes y normalmente son plateadas, con venas longitudinales. Son verdes y con brácteas en la base. Pero en algunas especies las hojas pueden estar reducidas llegando a ser unas costras marrones. Algunas están sin hojas saprófitas. Los grandes y carnosos rizomas muestran un hábito de desarrollo simpodial.

Las inflorescencias se elevan desde la base y forman un racimo que raramente se ramifica. La inflorescencia lleva de pocas a numerosas flores ( tantas como 50 ). Los sépalos y los  pétalos son similares. El  labelo tiene tres lóbulos. Tienen 2 polinia. Estas orquídeas pueden alcanzar una altura de 1,6 m.

## Distribución y hábitat
Estas orquídeas son terrestres en su mayoría con algunas epífitas, litófitas, o saprófitas. Se encuentran en selvas cerradas a la sombra y en bosques abiertos en los trópicos y los subtrópicos de  África, India, Asia, y en las Américas, si bien la mayoría se encuentran en África.

Están bien adaptadas a los periodos de grandes sequías gracias a sus grandes rizomas de reserva. Alguna especie tal como Eulophia petersii, está adaptada a entornos muy áridos y es una de las pocas orquídeas que prospera en desierto.

## Etimología
El nombre Eulophia (abreviado Eupha.), deriva de la palabra griega "eu" = "bien" y de  "lophos" = "pluma" en referencia a las crestas de flecos de los  labelos en algunas especies.

### Sinonimia
| - Wolfia Dennst. (1818) - Eulophus R.Br. (1821) - Lissochilus Lindl. (1821) - Cyrtopera Lindl. (1833) - Thysanochilus Falc. (1839) | - Hypodematium A. Rich. (1850) - Orthochilus Hochst. ex A. Rich. (1850) - Pteroglossaspis Rchb.f. (1878) - Platypus Small & Nash (1903) | - Triorchos Small & Nash (1903) - Smallia Nieuwl. (1913) - Donacopsis Gagnep. (1932) - Semiphajus Gagnep. (1932) |

## Especies deEulophia
La especie tipo:  Eulophia guineensis Rchb.f 1854. 
- Eulophia abyssinica (Noreste  África tropical)
- Eulophia aculeata (Sudáfrica)
  - Eulophia aculeata subsp. aculeata (Sudáfrica)
  - Eulophia aculeata subsp. huttonii (Sudáfrica)
- Eulophia acutilabra (Sur Congo a Sudáfrica tropical )
- Eulophia adenoglossa ( Sudáfrica)
- Eulophia albobrunnea (Etiopía).
- Eulophia aloifolia (Angola)
- Eulophia alta -  coco salvaje (África tropical, Sur de Florida, México a América tropical)
  - Eulophia alta var. alba (Centro y Oeste de Brasil)
- Eulophia amblyosepala (Uganda)
- Eulophia andamanensis (Indo-China al norte Sumatra)
- Eulophia angolensis - Orquídea pantano amarillo (tropical y Sudáfrica)
- Eulophia angustilabris (Tailandia)
- Eulophia anjoanensis (Comores)
- Eulophia antennisepala (Angola)
- Eulophia antunesii (Angola)
- Eulophia arenicola (Sur Congo a Botsuana)
- Eulophia aurantiaca (Burundi a Zambia)
- Eulophia barteri (Oeste tropical África a República Centroafricana).
- Eulophia beravensis (Madagascar)
- Eulophia bicallosa (Taiwán, tropical Asia a Norte Australia)
- Eulophia biloba (Mozambique)
- Eulophia bisaccata (Mozambique ?)
- Eulophia borbónica (Réunion)
- Eulophia borneensis (Borneo, Sarawak)
- Eulophia bouliawongo (Nigeria a Angola)
- Eulophia bracteosa (Assam a Sur-Centro China)
- Eulophia brenanii (Sur Congo a Norte Zambia)
- Eulophia buettneri (Oeste tropical de África a Camerún)
- Eulophia burmanica (Birmania)
- Eulophia calantha (Guinea,  República Centroafricana a Uganda y Sudáfrica tropical)
- Eulophia calanthoides (Sudáfrica)
- Eulophia callichroma (Tanzania a Suazilandia)
- Eulophia campanulata (Uttaranchal, Oeste de los  Himalayas)
- Eulophia campbellii (Este India)
- Eulophia caricifolia (tropical África)
- Eulophia carsonii (Tanzania a Zambia)
- Eulophia chaunanthe (Tailandia)
- Eulophia chilangensis (Sur del Congo a Angola)
- Eulophia chlorantha (Sureste Mpumalanga a Noroeste Suazilandia, Sudáfrica)
- Eulophia chrysoglossoides (Norte de Borneo)
- Eulophia clandestina (Angola)
- Eulophia clavicornis (Etiopía a Sudáfrica, Madagascar, Suroeste de Arabia Pen)
  - Eulophia clavicornis var. clavicornis (Zimbabue a Sudáfrica)
  - Eulophia clavicornis var. inaequalis (Zimbabue a Sudáfrica)**Eulophia clavicornis var. nutans (Etiopía a Sudáfrica, Madagascar, Suroeste Arabia Pen)
- Eulophia clitellifera (tropical a Sudáfrica, Madagascar)
- Eulophia coccifera (Réunion)
- Eulophia coddii ( Prov. Norte de Sudáfrica)
- Eulophia coeloglossa (Tanzania a Sudáfrica)
- Eulophia cooperi (Sudáfrica)
- Eulophia corymbosa (Angola)
- Eulophia cristata (Oeste tropical de África a Etiopía)
- Eulophia cucullata (tropical y Sudáfrica, Madagascar)
- Eulophia dabia (Afganistán a Sur China)
- Eulophia dactylifera (Sudáfrica tropical)
- Eulophia dahliana (Nueva Guinea a Islas Bismarck)
- Eulophia decaryana (Madagascar)
- Eulophia densiflora (Este de los Himalayas)
- Eulophia dentata (Luzón)
- Eulophia distans (Sierra Leona)
- Eulophia divergens (Angola)
- Eulophia dufossei (Indochina)
- Eulophia ecristata - eulophia de labelo suave (Suroeste de Estados Unidos  a Cuba)
- Eulophia elegans (Camerún, Suroeste de Tanzania a Malaui)
- Eulophia emilianae (Suroeste de India)
- Eulophia ensata (Mozambique a Sudáfrica)
- Eulophia ephippium (Madagascar)
- Eulophia epidendraea (India, Sri Lanka)
- Eulophia epiphanoides (Sudoeste de Tanzania)
- Eulophia euantha (Tanzania a Sudáfrica tropical)
- Eulophia euglossa (Oeste tropical África a Etiopía)
- Eulophia eustachya (Etiopía a Zimbabue)
- Eulophia exaltata (Este Java a Islas de Sonda Menores)
- Eulophia explanata (Himalayas a India).
- Eulophia eylesii (Ruanda a Sudáfrica tropical)
  - Eulophia eylesii var. auquieriana (Ruanda a Congo)
  - Eulophia eylesii var. eylesii (Sur del Congo a Sudáfrica tropical)
- Eulophia falcatiloba (República Centroafricana)
- Eulophia fernandeziana (Sur Congo)
- Eulophia filifolia (Madagascar)
- Eulophia flava (Himalayas a Indo-China)
- Eulophia flavopurpurea (tropical África)
- Eulophia foliosa (Zimbabue a Sudáfrica)
- Eulophia fridericii (Tanzania a Prov. del Norte de Sudáfrica)
- Eulophia galeoloides (tropical África)
- Eulophia gastrodioides (Sudáfrica tropical)
- Eulophia gonychila (Tanzania a Sudáfrica Trop.)
- Eulophia gracilis (Oeste tropical de África a Angola)
- Eulophia graminea (tropical y subtropical Asia a Marianas, Guam).
- Eulophia grandidieri (Madagascar)
- Eulophia guineensis (Cabo Verde, tropical África, Península arábiga)
  - Eulophia guineensis var. tisserantii (República Centroafricana)
- Eulophia herbacea (Himalayas a Indo-China)
- Eulophia hereroensis (Sur tropical y Sudáfrica)
- Eulophia hirschbergii (Sur Congo a Zambia)
- Eulophia hologlossa (Este Madagascar)
- Eulophia holubii (Sur Congo a Norte Botsuana)
- Eulophia horsfallii - Orquídea púrpura de los pantanos (tropical y Sudáfrica)
- Eulophia ibityensis (Sureste Madagascar)
- Eulophia javanica (Oeste y  Centro de Java)
- Eulophia juncifolia (Oeste tropical de África a Chad)
- Eulophia kamarupa (Assam)
- Eulophia katangensis (Tanzania a Sudáfrica tropical)
- Eulophia kyimbilae (Etiopía a Botsuana)
- Eulophia lachnocheila (Birmania)
- Eulophia latilabris (Nigeria a Sudán y Botsuana)
- Eulophia laurentii (Congo)
- Eulophia leachii (Sur tropical y Sudáfrica)
- Eulophia lejolyana (Sur Congo)
- Eulophia leonensis (Oeste tropical de África a Uganda)
- Eulophia leontoglossa (Sudáfrica)
- Eulophia litoralis (Suroeste y Sur Cabo Prov. de Sudáfrica)
- Eulophia livingstoneana (Etiopía a Sudáfrica, Comores, Madagascar)
- Eulophia longisepala (Burundi a Sudáfrica tropical, KwaZulu-Natal)
- Eulophia macaulayi (Angola a Zambia)
- Eulophia mackinnonii (Este de los Himalayas)
- Eulophia macowanii (Este del Cabo Prov. a KwaZulu-Natal)
- Eulophia macra (Sureste y Sur de Madagascar)
- Eulophia macrantha (Sur tropical África)
- Eulophia macrobulbon (Indo-China)
- Eulophia magnicristata (República Centroafricana)
- Eulophia malangana (Tanzania a Sudáfrica tropical)
- Eulophia mangenotiana (Norte Madagascar)
- Eulophia mannii (Sikkim a Assam)
- Eulophia massokoensis (Tanzania a Zambia)
- Eulophia meleagris (Este del Cabo Prov. a KwaZulu-Natal)
- Eulophia merrillii (Mindanao)
- Eulophia milnei (tropical y Sudáfrica)
- Eulophia monantha (Yunnan)
- Eulophia monile (tropical África)
- Eulophia monotropis (Tanzania a Zimbabue)
- Eulophia monticola (Sudáfrica tropical)
- Eulophia montis-elgonis (Sur del Sudán a Tanzania)
- Eulophia moratii (Île des Pins de Nueva Caledonia)
- Eulophia mumbwaensis (Oeste de Tanzania a Sudáfrica tropical)
- Eulophia nervosa (Central Madagascar)
- Eulophia nicobarica (Islas de Nicobar)
- Eulophia norlindhii (República Centroafricana a Tanzania y Sudáfrica tropical)
- Eulophia nuttii (Tanzania a Zambia)
- Eulophia nyasae (Tanzania a Sudáfrica tropical)
- Eulophia obscura (Burundi a Sudáfrica tropical)
- Eulophia obstipa (Tanzania a Angola)
- Eulophia obtusa (Norte de India)
- Eulophia ochreata (India)
- Eulophia ochyrae (República Centroafricana)
- Eulophia odontoglossa (tropical y Sudáfrica)
- Eulophia orthoplectra (tropical África)
- Eulophia ovalis (Kenia a Sudáfrica) 
  - Eulophia ovalis var. bainesii (Kenia a Sudáfrica)
  - Eulophia ovalis var. ovalis (Zimbabue a Sudáfrica)
- Eulophia palmicola (Suroeste Madagascar)
- Eulophia parilamellata (Congo)
- Eulophia parviflora (Sur tropical y Sudáfrica)
- Eulophia parvilabris (Sudáfrica)
- Eulophia parvula (Nigeria a Sudán y Zimbabue)
- Eulophia pauciflora (Indo-China)
- Eulophia penduliflora (tropical África)
- Eulophia perrieri (Noroeste Madagascar)
- Eulophia petersii (Eritrea a Sudáfrica, arábiga Península)
- Eulophia pileata (Central Madagascar)
- Eulophia plantaginea (Mauricio, Madagascar, Réunion)
- Eulophia platypetala (Sur del Cabo Prov. de S. África)
- Eulophia promensis (Darjiling a Indo-China)
- Eulophia protearum (Angola)
- Eulophia pulchra (Tanzania a Mozambique y Pacífico Oeste)
- Eulophia pyrophila (tropical África)
- Eulophia ramentacea (Suroeste de India)
- Eulophia ramifera (Oeste tropical de África)
- Eulophia ramosa (Oeste de Madagascar)
- Eulophia rara (Tanzania a Sudáfrica tropical)
- Eulophia regnieri (Vietnam)
- Eulophia reticulata (Madagascar)
- Eulophia rhodesiaca (Tanzania a Sudáfrica tropical)
- Eulophia richardsiae (Norte Zambia)
- Eulophia rolfeana (Sur Congo a Sudáfrica tropical)
- Eulophia rugulosa (Tanzania a Angola)
- Eulophia rutenbergiana (Centro y Sureste de Madagascar)
- Eulophia ruwenzoriensis (Este tropical de África a Zambia, Brasil a Noreste de Argentina)
- Eulophia sabulosa (Tanzania a Sudáfrica tropical)
- Eulophia saxicola (Zambia a Zimbabue)
- Eulophia schaijesii (Sur del Congo)
- Eulophia schweinfurthii (Etiopía a Prov. N. de Sudáfrica)
- Eulophia seleensis (Burundi a Sudáfrica tropical)
- Eulophia serrata (Sureste Kenia)
- Eulophia siamensis (Tailandia)
- Eulophia sooi (Guangxi)
- Eulophia sordida (Oeste tropical de África a Camerún)
- Eulophia speciosa (Etiopía a Sudáfrica, Sur arábiga Península)
- Eulophia spectabilis - Orquídea hierba (Sur China, tropical Asia a Oeste Pacífico)
- Eulophia stachyodes (Nigeria a Etiopía y Mozambique)
- Eulophia stenopetala (Central Bután)
- Eulophia stenoplectra (Ghana, Sur de Sudán, Uganda)
- Eulophia streptopetala (Eritrea a Sudáfrica, Suroeste  arábiga Península) 
  - Eulophia streptopetala var. rueppelii (Etiopía, Yemen)
  - Eulophia streptopetala var. stenophylla (Este tropical África)
  - Eulophia streptopetala var. streptopetala (Eritrea a Sudáfrica)
- Eulophia stricta (Filipinas a Célebes)
- Eulophia subsaprophytica (Tanzania a Sudáfrica tropical)
- Eulophia subulata (Este Congo a Este tropical África)
- Eulophia suzannae (Congo)
- Eulophia sylviae (Sur Congo)
- Eulophia tabularis (Cabo Prov. de Sudáfrica)
- Eulophia taitensis (Este tropical de África)
- Eulophia taiwanensis (Sureste Taiwán)
- Eulophia tanganyikensis (Burundi a Zimbabue)
- Eulophia tenella (Sur tropical y Sudáfrica)
- Eulophia thollonii (Congo, Gabón, Camerún)
- Eulophia thomsonii (Tanzania a Zambia)
- Eulophia tisserantii (República Centroafricana)
- Eulophia toyoshimae (Ogasawara-shoto)
- Eulophia tricristata (Sur Congo a Angola)
- Eulophia trilamellata (Tanzania a Sudáfrica)
- Eulophia tuberculata (Tanzania a Sudáfrica)
- Eulophia ukingensis (Tanzania)
- Eulophia vanoverberghii (Luzon)
- Eulophia venosa (Maluku a Queensland)
- Eulophia venulosa (Tanzania al Sur del África tropical)
- Eulophia venusta (Guizhou)
- Eulophia versicolor (Réunion)
- Eulophia walleri (Tanzania a Namibia)
- Eulophia welwitschii (Congo a Sudáfrica)
- Eulophia wendlandiana (Madagascar)
- Eulophia yunnanensis (Sur China a Vietnam)
- Eulophia zeyheri (Nigeria a Sudán y Sudáfrica)
- Eulophia zeyheriana (Sudáfrica)
- Eulophia zollingeri (Asia tropical y subtropical a Queensland)

## Híbridos
- Eulophia × burundiensis ( = Eulophia cucullata × Eulophia flavopurpurea) (Burundi)
- Eulophia × pholelana ( =  Eulophia ovalis var. bainesii × Eulophia zeyheriana) (S. África)